# Пінду
Пінду (кит. спр. 平度市, піньїнь: Píngdù Shì) — місто-повіт в центральнокитайській провінції Шаньдун, складова міста Циндао.

## Географія
Пінду розташовується у середній течії річки Дагу.

### Клімат
Місто знаходиться у зоні, котра характеризується вологим субтропічним кліматом. Найтепліший місяць — липень із середньою температурою 25.4 °C (77.7 °F). Найхолодніший місяць — січень, із середньою температурою -2.6 °С (27.3 °F).
| Клімат Пінду            | Клімат Пінду | Клімат Пінду | Клімат Пінду | Клімат Пінду | Клімат Пінду | Клімат Пінду | Клімат Пінду | Клімат Пінду | Клімат Пінду | Клімат Пінду | Клімат Пінду | Клімат Пінду | Клімат Пінду |
| Показник                | Січ.         | Лют.         | Бер.         | Квіт.        | Трав.        | Черв.        | Лип.         | Серп.        | Вер.         | Жовт.        | Лист.        | Груд.        | Рік          |
| Середня температура, °C | −2,6         | −0,8         | 4,8          | 11,7         | 17,7         | 22,3         | 25,4         | 25,3         | 20,5         | 14,7         | 7,2          | 0,3          | 12,2         |
| Норма опадів, мм        | 8.6          | 10.8         | 16.6         | 37.5         | 44.5         | 82           | 193.7        | 149.4        | 71           | 36.3         | 24.3         | 10.2         | 684.9        |
| Днів з опадами          | 4,2          | 4,3          | 4,6          | 7,1          | 6,7          | 9,7          | 15,3         | 12,5         | 9,4          | 7,7          | 6,5          | 4,8          | 92,8         |
| Вологість повітря, %    | 60.4         | 60.7         | 58.9         | 59.6         | 61.9         | 71.2         | 82.7         | 80.3         | 69.4         | 64.6         | 62.9         | 60.7         | 66.1         |
| ----------------------- | ------------ | ------------ | ------------ | ------------ | ------------ | ------------ | ------------ | ------------ | ------------ | ------------ | ------------ | ------------ | ------------ |
| Джерело: Weatherbase    |              |              |              |              |              |              |              |              |              |              |              |              |              |